# Фалирон
Фалирон, Фалерон, Фалерская бухта (греч. Όρμος Φαλήρου, Φαληρικός Όρμος) — обширная защищённая от бурь бухта в заливе Сароникос Эгейского моря, к востоку от холма Кастела (Мунихия), к юго-западу от центра Афин и к северо-востоку от Пирея. Естественная гавань Фалирон служила общим рейдом для военных кораблей, до постройки военной гавани и торгового порта Пирея была единственной якорной стоянкой для Афин.
На побережье бухты, на Афинской равнине расположены пригороды Афин: Палеон-Фалирон, Калитея, Мосхатон-Таврос и Неон-Фалирон. Палеон-Фалирон, Калитея и Мосхатон-Таврос являются самостоятельными общинами (димами), в то время как Неон-Фалирон является районом Пирея. По берегу бухты проходит проспект Посидонос.

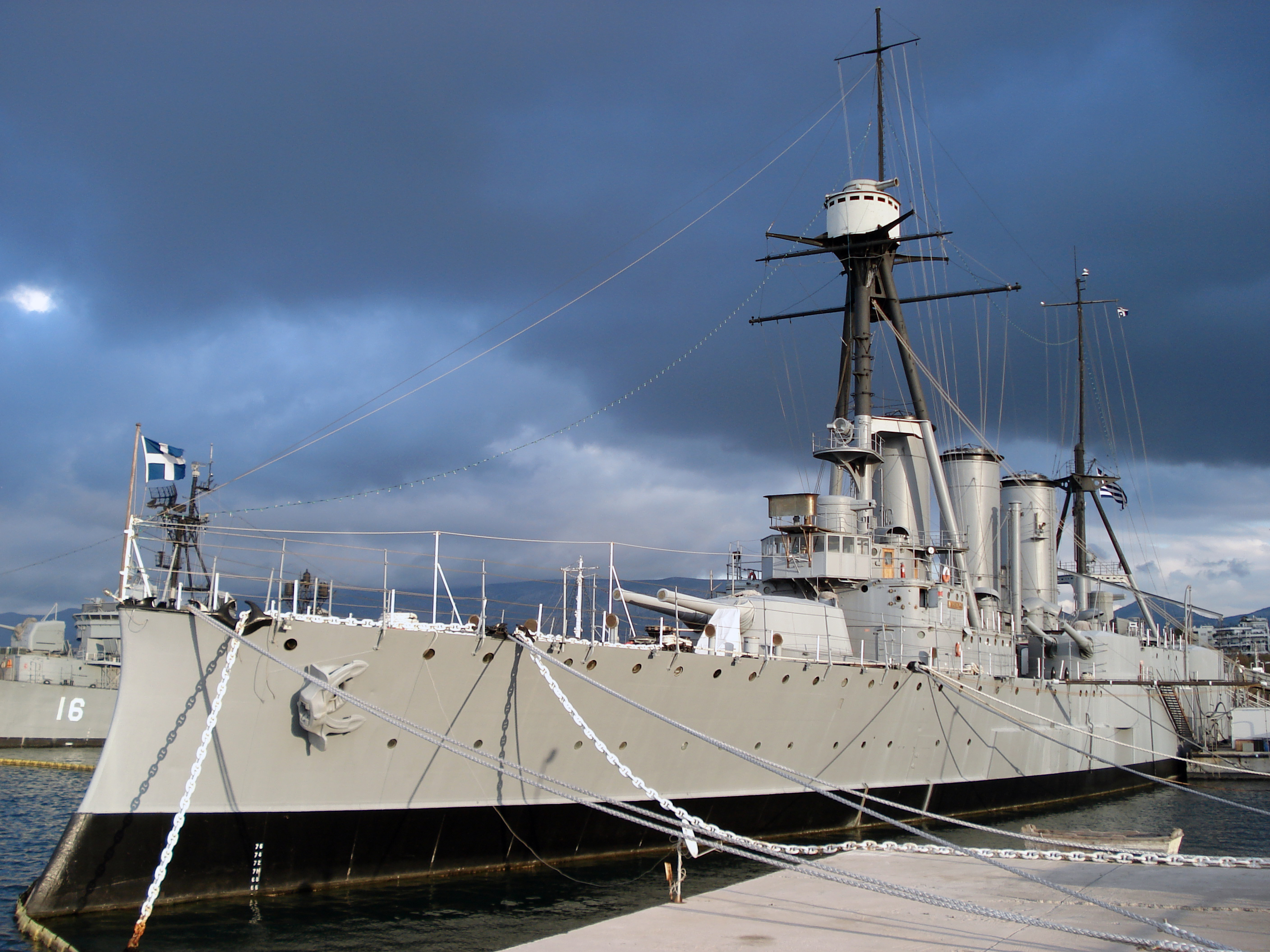
Броненосный крейсер «Георгиос Авероф» на вечной стоянке в бухте Фалирон

На побережье бухты для летних Олимпийских игр 2004 года был построен спортивный комплекс, включавший Стадион мира и дружбы, Олимпийский центр гандбола и тхэквондо, в котором проходил групповой этап соревнований по гандболу и соревнования по тхэквондо, и Олимпийский центр пляжного волейбола.
В Палеон-Фалироне расположен сухой док, где хранится «Олимпия» — современная реконструкция древнегреческой триремы, а в бухте Фалирон на вечной стоянке как корабль-музей установлен броненосный крейсер «Георгиос Авероф». Напротив крейсера пришвартован другой корабль-музей — «Велос», ставший символом преданности флота идеалам Конституции и демократии.

## История

Карта окрестностей античных Афин

Современной береговой линии прежде не существовало, южная часть Афинской равнины до Мосхатона была покрыта морем мезокайнозойского океана Неотетис. В конце третичного периода образовалась восточная часть побережья, а на западе — крупный остров. В четвертичном периоде река Кифисос медленно сформировала аллювиальными отложениями побережье бухты Фалирон, которое существует в современном виде с доисторического времени, о чём свидетельствуют археологические находки поселений и кладбищ того времени. Остров превратился в Пирейский полуостров. В значительной степени низменность в пирейском районе Неон-Фалирон, известная как Галипед («Морская равнина»), была всё ещё покрыта водой в классический период, о чём пишет Гарпократион. Эта низменность и в настоящее время затапливается во время проливных дождей.
До архаического периода портом Афин являлся дем Фалер. Около 483—481 гг. до н. э. Фемистокл укрепил Пирей для защиты созданного флота триер. С тех пор Пирей стал торговой и военной гаванью, опорным пунктом Афинского полиса, столицы Морского союза. Для противодействия осадам Пирей и Фалер в 461—456 гг. до н. э. при Перикле были соединены с Афинами «Длинными стенами» (26 километров). К Фалерской бухте вела от холма Муз, естественного укрепления высотой 147 метров в юго-восточном углу Афин южная длинная стена (νότιον ή Φαληριχόν τείχος) длиной в 35 стадиев, приблизительно в 6 километров, заброшенная со времени постройки так называемый средней стены, соединявшей Афины с Пиреем. Внутри укреплённого района могло укрыться всё население Аттики.
Фалер назван в честь аргонавта Фалера.
В Фалерской бухте начинались поход Менесфея на Троянскую войну и путешествие Тесея на Крит.